# Luca Bramati
Luca Bramati (né le 6 novembre 1968 à Vaprio d'Adda, dans la province de Milan, en Lombardie) est un ancien coureur cycliste italien. 

## Biographie
Spécialiste du cyclo-cross, Luca Bramati a notamment remporté la coupe du monde 1995-1996 de la discipline, ainsi que le Superprestige la même année. Il s'est également classé troisième du championnat du monde en 1996 et 1997. Il a également couru en VTT, en cross-country. Il y a notamment obtenu une médaille de bronze lors des championnats du monde de 1997. Son cousin Davide Bramati a également été coureur professionnel.

## Palmarès en cyclo-cross
| Saison / Compétition | Championnat du monde | Coupe du monde | Superprestige | Championnat d'Italie |
| 1992/1993            | 10e                  |                |               |                      |
| 1993/1994            |                      |                |               |                      |
| 1994/1995            | 11e                  |                |               |                      |
| 1995/1996            | 3e                   | 1er            | 1er           | 2e                   |
| 1996/1997            | 3e                   | 9e             | 4e            | 2e                   |
| 1997/1998            | 15e                  |                |               |                      |
| 1998/1999            | 29e                  |                |               | 2e                   |
| 1999/2000            | 33e                  |                |               | 4e                   |
| 2000/2001            |                      |                |               | 2e                   |
| 2001/2002            | 15e                  |                |               | 3e                   |
| 2002/2003            | 19e                  |                |               | 2e                   |

## Palmarès en VTT-Cross country
| Saison / Compétition | Jeux olympiques | Championnats du monde | Championnats d'Europe |
| 1995                 |                 |                       | 2e                    |
| 1996                 | 8e              |                       |                       |
| 1997                 |                 | 3e                    | 2e                    |